# Betsy Palmer
Betsy Palmer, właśc. Patricia Betsy Hrunek (ur. 1 listopada 1926 w East Chicago w stanie Indiana, zm. 29 maja 2015 w Danbury w stanie Connecticut) – amerykańska aktorka filmowa i telewizyjna.

## Kariera

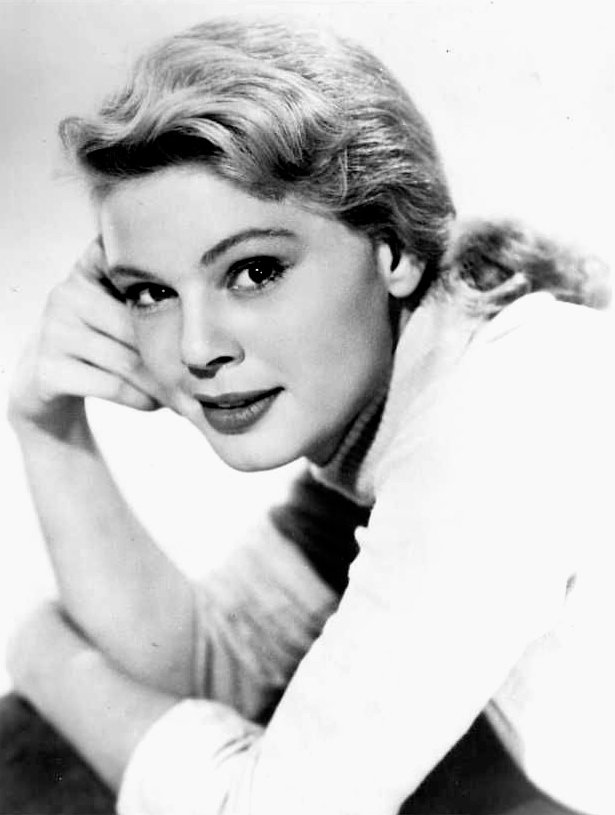
Betsy Palmer (1958)

Najlepiej znana jest z roli psychopatycznej Pameli Voorhees, matki legendarnego bohatera horrorów z cyklu Piątek, trzynastego – Jasona. Kariera Betsy rozpoczyna się jednak na lata przed premierą filmu Seana S. Cunninghama. W 1955 roku jako początkująca aktorka wystąpiła w roli młodej porucznik u boku nagrodzonego Oscarem Jacka Lemmona w filmie Mister Roberts. Jeszcze tego samego roku wcieliła się w postać Kitty Carter w wojennym projekcie Johna Forda The Long Gray Line, zrealizowanym na podstawie książki Bringing Up The Grass. W późnych latach pięćdziesiątych została reporterką stacji NBC. Następnie oddała się karierze telewizyjnej, grając w licznych pełnometrażowych produkcjach ekranowych, jak i popularnych serialach. Przełom nastąpił w roku 1980, gdy Palmer wystąpiła we wspomnianym dreszczowcu, rozpoczynającym klasyczną serię slasherów. Za rolę okrutnej Pameli Voorhees została wprawdzie nominowana do Złotej Maliny, jednak na stałe wpisała się w historię kinematografii. Po występie w Piątku, trzynastego powróciła do gry w telewizji. W roku 2007 wcieliła się w tytułową rolę w horrorze Bell Witch: The Movie.
W 2006 została bohaterką filmu dokumentalnego w reżyserii Shane'a Marra Betsy Palmer: A Scream Queen Legend.
Palmer zmarła w 2015 roku w wieku 88 lat z przyczyn naturalnych.

## Życie prywatne[3]
Od 1954 do 1971 roku była żoną doktora Vincenta J. Marandino. Z tego związku narodziła się córka Missy (ur. 1962).